# JouéClub
 (décembre 2015).
Si vous disposez d'ouvrages ou d'articles de référence ou si vous connaissez des sites web de qualité traitant du thème abordé ici, merci de compléter l'article en donnant les références utiles à sa vérifiabilité et en les liant à la section « Notes et références ».
JouéClub est une chaîne de magasins de jouets ayant le statut de coopérative. Ce groupement rassemble environ 230 adhérents pour 300 points de vente sur le territoire français de métropole et d'Outre-mer, et 48 points de vente à l'étranger (Italie, Liban, Maroc, Qatar et Andorre). Le nom complet de la coopérative est « Entente des professionnels et des spécialistes de l'enfance », abrégé en « EPSE ».

## Histoire
En 1952, trois propriétaires de magasins de jouets décident d'acheter en commun leur marchandise. 
En 1954, le partenariat va plus loin : une coopérative d'achat est créée, l'EPSE (Entente des professionnels spécialistes de l'enfant), regroupant 34 détaillants. C'est le premier groupement de détaillants spécialistes du jouet en France. À partir de là, le réseau va croître et se doter d'une structure de communication et marketing. 
En 1965, l'EPSE donne naissance à France Maternité, structure spécialisée dans la vente d'articles de puériculture, dont les enseignes actuelles sont Bébé 9 et Maman Bébé.
En 1966, dépôt de la marque JouéClub, puis création, un an plus tard, de la Société internationale de diffusion du jouet (SIDJ), destinée à l'importation de jouets et d'articles de puériculture.
En 1983, Jackie Pellieux, un Picard d'une vingtaine d'années, gérant de la boutique familiale à Creil, se voit confier par le président de l'EPSE, Jean Vassal-Boitel, la charge de ce département communication avec pour but de construire l'identité du réseau. C'est la création de la marque JouéClub, riposte à l'arrivée de concurrents français et internationaux et au développement de la grande distribution. Les adhérents renoncent à leur propre enseigne pour passer sous celle de JouéClub dans les années 1980. L'enseigne des « magasins copains » atteint alors une dimension nationale. Les chefs d'entreprise indépendants peuvent se défendre sur un marché où La Grande Récré (succursaliste) ou Toys R Us (34 magasins) disposent de moyens importants.
En 1992, JouéClub devient le plus important groupement de magasins spécialistes du jouet en France avec 300 adhérents. 
En 1996, lancement d'un catalogue de vente par correspondance JouéClub Express, puis, un an plus tard, d'un site de vente internet. 
En 2002, lancement du premier Village JouéClub, en plein cœur de Paris. 
En 2009, ouverture du premier magasin JouéClub du Liban. Lancement de JouéClub Entreprise, destiné aux comités d'entreprise.
En juin 2023, le tribunal de commerce de Paris autorise le rachat de La Grande Récré par JouéClub. Au total, ce sont 750 salariés sur 770 et 89 magasins sur 101 qui vont basculer dans le giron de JouéClub.
En avril 2024, JouéClub vend sa branche comités d'entreprise de la société Pintel à la société Helfrich.

## Fonctionnement du groupement
Le fonctionnement du groupement diffère de celui de la franchise : les magasins versent une cotisation trimestrielle au siège, à Bordeaux, la coopérative se substitue aux adhérents pour régler (après accord) les factures des fournisseurs de jouets, puis refacture à l'adhérent les montants augmentés d'une commission de garantie, moyennant quoi la coopérative garantit auprès des fournisseurs les règlements des factures, la coopérative restitue le montant des commissions à chaque clôture d'exercice en l'absence d'incidents sous forme de boni de gestion.
JouéClub : 348 magasins, 640 millions d'euros de CA en 2017.

## Village JouéClub
Pour pouvoir rivaliser avec les grands groupes[réf. nécessaire] et être présent en plein cœur des plus grandes villes, les adhérents se rassemblent pour créer un nouveau type de magasin : le Village JouéClub. Pour donner naissance à ce lieu, fruit d'un investissement de quelque 2,3 M€, le groupement JouéClub s'est doté d'une nouvelle société, JouéClub Prestige, dont le capital est détenu à 95 % par la SIDJ et à 5 % par les adhérents de JouéClub.

## Les J d’Or
Lancés en 1993, les J d'Or récompensent six marques de jouets parmi 36 fabricants présélectionnés par la commission d'achat de JouéClub. Ces prix sont attribués après le vote de l'ensemble des magasins de l'enseigne. Les trophées répondent à des critères très précis tels que "Création française ; service client ; innovation ; dynamisme ; qualité ; force de vente et enfin performance".[réf. nécessaire]

## Identité visuelle

Logo de JouéClub (de 2005 à mai 2016)
Logo de JouéClub (depuis mai 2016)
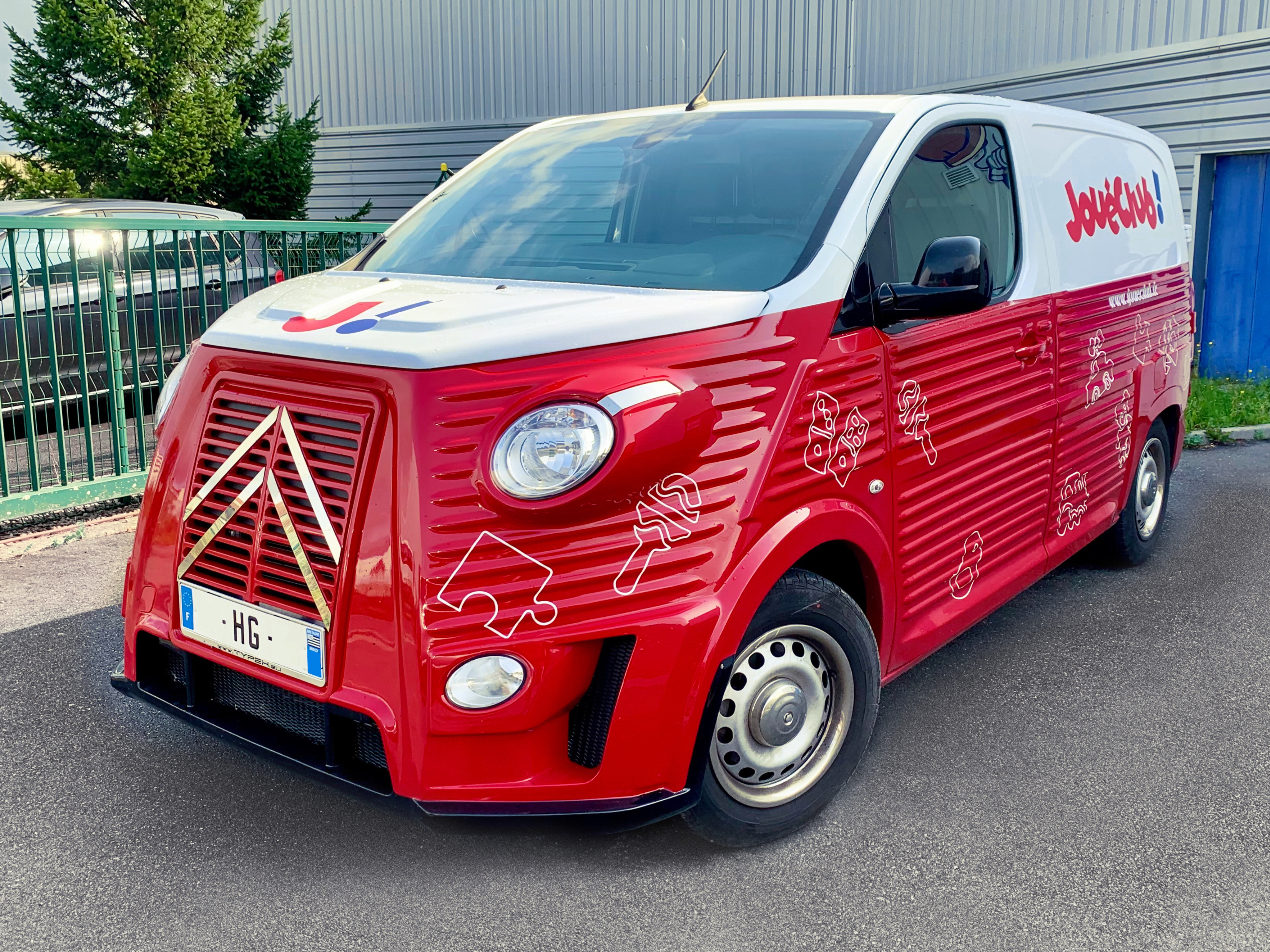
Citroën Jumpy/Caselani Type HG aux couleurs de JouéClub.